# Alfredo Mario Ferreiro
Alfredo Mario Ferreiro (Montevideo, 1 de marzo de 1899 - Montevideo, 24 de junio de 1959) fue un poeta y periodista uruguayo.

## Biografía
Sus padres fueron Arturo Ferreiro y María Celia Martínez. Hizo sus primeras letras entre 1917 y 1920 en diarios como El Siglo o La Razón. En 1926 comenzó a colaborar en la revista literaria La Cruz del Sur de Alberto Lasplaces y los hermanos Álvaro y Gervasio Guillot Muñoz. En ella trabajó hasta 1929 cuando la dejó para fundar y dirigir junto al gallego Julio Sigüenza, la revista Cartel.

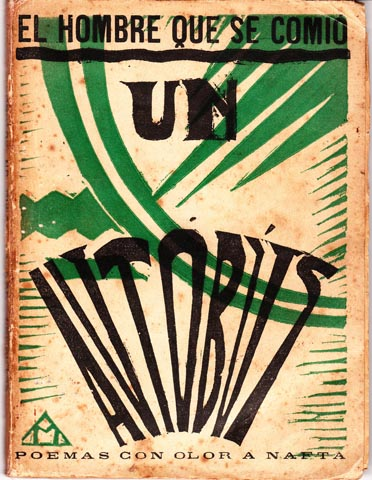
Portada de El hombre que se comió un autobús.

Ya en 1927 publicó su primer volumen de poesías, titulado El hombre que se comió un autobús (Poemas con olor a nafta), el cual fue seguido por Se ruega no dar la mano (Poemas profilácticos a base de imágenes esmeriladas) en 1930.
En estas obras se revela una poesía vinculada al movimiento futurista, en la que se incorporan el mundo ciudadano y los avances tecnológicos del momento. Abandonó tempranamente la creación poética (sus últimos dos poemas publicados aparecieron en 1939) y pasó a colaborar en diversos medios como Mundo Uruguayo y Marcha con artículos humorísticos, crónicas y artículos de opinión, tarea que no abandonó hasta sus últimos días. Para firmar algunas de sus publicaciones utilizaba los seudónimos Marius y AmF. El primero lo utilizaba para firmar los artículos en una sección llamada Cosas de la vida en el diario capitalino El Diario y en la revista humorística Peloduro.
Una calle en Montevideo lo recuerda y lo homenajea.

## Obra
- El hombre que se comió un autobús (subtitulado Poemas con olor a nafta) (La Cruz del Sur. Montevideo, 1927)
- Se ruega no dar la mano (subtitulado Poemas profilácticos a base de imágenes esmeriladas) (1930)